# Vermectias nelladanae
Vermectias nelladanae är en kräftdjursart som beskrevs av Just och Gary C.B. Poore 1992. Vermectias nelladanae ingår i släktet Vermectias och familjen Vermectiadidae. Inga underarter finns listade i Catalogue of Life.